# Montipora gracilis
Espèce
Montipora gracilis est une espèce de coraux appartenant à la famille des Acroporidae.